# Genikihal, Bellary
Genikihal là một làng thuộc tehsil Bellary, huyện Bellary, bang Karnataka, Ấn Độ.